# Đặng Quốc Khởi
Đặng Quốc Khởi là thẩm phán cao cấp người Việt Nam. Ông hiện giữ chức vụ Chánh án Tòa án nhân dân tỉnh Bạc Liêu.

## Tiểu sử
Đặng Quốc Khởi sinh năm 1968.
Từ tháng 9 năm 2010 đến tháng 3 năm 2014, Đặng Quốc Khởi là Phó Chánh án Tòa án nhân dân tỉnh Bạc Liêu.
Sau đó, ông được điều động về công tác tại Tòa án nhân dân cấp cao tại Thành phố Hồ Chí Minh.
Tháng 12 năm 2016, ông cùng với hai thẩm phán khác là Phạm Trung Tuấn và Huỳnh Thanh Duyên tham gia xét xử phúc thẩm vụ đại án kinh tế Phạm Công Danh và đồng phạm tại Tòa án nhân dân cấp cao tại Thành phố Hồ Chí Minh. Ông là chủ tọa phiên tòa ngày 27 tháng 12 năm 2016.
Từ ngày 1 tháng 11 năm 2019, Đặng Quốc Khởi được bổ nhiệm giữ chức vụ Chánh án Tòa án nhân dân tỉnh Bạc Liêu nhiệm kì 5 năm theo Quyết định số 28/QĐ-TANDTC ngày 14/1/2019 của Chánh án Tòa án nhân dân tối cao Việt Nam Nguyễn Hòa Bình. Tại thời điểm được bổ nhiệm, Đặng Quốc Khởi là Thẩm phán cao cấp công tác tại Tòa án nhân dân cấp cao tại Thành phố Hồ Chí Minh.